# Cup of China de 2012
Cup of China de 2012 foi a décima edição da Cup of China, um evento anual de patinação artística no gelo organizado pela Associação Chinesa de Patinação (em inglês:  Chinese Skating Association), e que fez parte do Grand Prix de 2012–13. A competição foi disputada entre os dias 2 de novembro e 4 de novembro, na cidade de Xangai, China.

## Eventos
- Individual masculino
- Individual feminino
- Duplas
- Dança no gelo

## Medalhistas
| Evento                        | Ouro                                        | Prata                                        | Bronze                                  |
| Individual masculino detalhes | Tatsuki Machida · Japão                     | Daisuke Takahashi · Japão                    | Sergei Voronov · Rússia                 |
| Individual feminino detalhes  | Mao Asada · Japão                           | Julia Lipnitskaia · Rússia                   | Kiira Korpi · Finlândia                 |
| Duplas detalhes               | Pang Qing · Tong Jian · China               | Yuko Kavaguti · Alexander Smirnov · Rússia   | Ksenia Stolbova · Fedor Klimov · Rússia |
| Dança no gelo detalhes        | Nathalie Péchalat · Fabian Bourzat · França | Ekaterina Bobrova · Dmitri Soloviev · Rússia | Kaitlyn Weaver · Andrew Poje · Canadá   |

## Resultados

### Individual masculino
| Pos.              | Nome              | Nacionalidade  | Pontos | PC        | PL         |
| ----------------- | ----------------- | -------------- | ------ | --------- | ---------- |
| Medalha de ouro   | Tatsuki Machida   | Japão          | 236.92 | 83.48 (2) | 153.44 (1) |
| Medalha de prata  | Daisuke Takahashi | Japão          | 231.75 | 84.79 (1) | 146.96 (2) |
| Medalha de bronze | Sergei Voronov    | Rússia         | 217.61 | 73.58 (3) | 144.03 (3) |
| 4                 | Adam Rippon       | Estados Unidos | 205.48 | 71.81 (4) | 133.67 (4) |
| 5                 | Kevin Reynolds    | Canadá         | 202.07 | 69.87 (6) | 132.20 (5) |
| 6                 | Wang Yi           | China          | 188.27 | 57.25 (8) | 131.02 (6) |
| 7                 | Guan Jinlin       | China          | 171.04 | 55.97 (9) | 115.07 (7) |
| WD                | Song Nan          | China          | —      | 70.86 (5) | — (WD)     |
| WD                | Brian Joubert     | França         | —      | 63.27 (7) | — (WD)     |

### Individual feminino
| Pos.              | Nome              | Nacionalidade  | Pontos | PC         | PL         |
| ----------------- | ----------------- | -------------- | ------ | ---------- | ---------- |
| Medalha de ouro   | Mao Asada         | Japão          | 181.76 | 62.89 (2)  | 118.87 (1) |
| Medalha de prata  | Julia Lipnitskaia | Rússia         | 177.92 | 63.06 (1)  | 114.86 (2) |
| Medalha de bronze | Kiira Korpi       | Finlândia      | 169.86 | 59.69 (4)  | 110.17 (3) |
| 4                 | Mirai Nagasu      | Estados Unidos | 163.46 | 59.76 (3)  | 103.70 (4) |
| 5                 | Li Zijun          | China          | 160.06 | 59.21 (5)  | 100.85 (5) |
| 6                 | Amélie Lacoste    | Canadá         | 135.46 | 57.43 (6)  | 78.03 (9)  |
| 7                 | Joshi Helgesson   | Suécia         | 134.43 | 49.67 (7)  | 84.76 (7)  |
| 8                 | Zhang Ying        | China          | 130.65 | 43.38 (9)  | 87.27 (6)  |
| 9                 | Sofia Biryukova   | Rússia         | 127.36 | 44.39 (8)  | 82.97 (8)  |
| WD                | Geng Bingwa       | China          | —      | 36.53 (10) | — (WD)     |

### Duplas
| Pos.              | Nome                                    | Nacionalidade | Pontos | PC        | PL         |
| ----------------- | --------------------------------------- | ------------- | ------ | --------- | ---------- |
| Medalha de ouro   | Pang Qing / Tong Jian                   | China         | 188.82 | 68.57 (1) | 120.25 (1) |
| Medalha de prata  | Yuko Kavaguti / Alexander Smirnov       | Rússia        | 183.53 | 63.70 (2) | 119.83 (2) |
| Medalha de bronze | Ksenia Stolbova / Fedor Klimov          | Rússia        | 172.55 | 56.66 (5) | 115.89 (3) |
| 4                 | Kirsten Moore-Towers / Dylan Moscovitch | Canadá        | 172.36 | 59.12 (3) | 113.24 (4) |
| 5                 | Peng Cheng / Zhang Hao                  | China         | 163.87 | 57.89 (4) | 105.98 (5) |
| 6                 | Wang Wenting / Zhang Yan                | China         | 143.52 | 49.79 (6) | 93.73 (6)  |

### Dança no gelo
| Pos.              | Nome                                   | Nacionalidade  | Pontos | DC        | DL         |
| ----------------- | -------------------------------------- | -------------- | ------ | --------- | ---------- |
| Medalha de ouro   | Nathalie Péchalat / Fabian Bourzat     | França         | 169.73 | 69.15 (1) | 100.58 (1) |
| Medalha de prata  | Ekaterina Bobrova / Dmitri Soloviev    | Rússia         | 159.46 | 64.32 (3) | 95.14 (2)  |
| Medalha de bronze | Kaitlyn Weaver / Andrew Poje           | Canadá         | 158.97 | 65.59 (2) | 93.38 (3)  |
| 4                 | Madison Chock / Evan Bates             | Estados Unidos | 149.54 | 59.26 (4) | 90.28 (4)  |
| 5                 | Charlène Guignard / Marco Fabbri       | Itália         | 137.58 | 55.57 (5) | 82.01 (6)  |
| 6                 | Victoria Sinitsina / Ruslan Zhiganshin | Rússia         | 137.46 | 55.09 (6) | 82.37 (5)  |
| 7                 | Huang Xintong / Zheng Xun              | China          | 121.01 | 46.76 (7) | 74.25 (7)  |
| 8                 | Yu Xiaoyang / Wang Chen                | China          | 106.42 | 42.97 (8) | 63.45 (8)  |

## Quadro de medalhas
| Ordem | País      | Medalha de ouro | Medalha de prata | Medalha de bronze |    | Ordem por total |
| ----- | --------- | --------------- | ---------------- | ----------------- | -- | --------------- |
| 1     | Japão     | 2               | 1                |                   | 3  | 2               |
| 2     | China     | 1               |                  |                   | 1  | 3               |
| 2     | França    | 1               |                  |                   | 1  | 3               |
| 4     | Rússia    |                 | 3                | 2                 | 5  | 1               |
| 5     | Canadá    |                 |                  | 1                 | 1  | 3               |
| 5     | Finlândia |                 |                  | 1                 | 1  | 3               |
| TOTAL | TOTAL     | 4               | 4                | 4                 | 12 | —               |